# 王女宗
王女宗（？—？），名不详，字女宗，琅邪临沂（今山东省临沂市）人，王导的孙女，王恬的女儿，桓冲的夫人。
桓冲不喜欢穿新衣服，有次洗完澡后，王女宗故意给他送来了新衣服。桓冲大怒，让人把衣服拿走。王女宗又把新衣服拿回来了，传话说：“衣服不经过新的，怎么会旧呢？”桓冲大笑，就把新衣服穿上了。余嘉锡认为此事难以确定是王女宗还是桓冲续娶的庾姚所为。